# Koza Han
Koza Han (turško Koza Hanı, dob. ''gostilna svilenega kokona'n') je zgodovinski karavanseraj (han) v Bursi v Turčiji. Stoji v središču mestne zgodovinske tržnice.

## Zgodovina
Bursa, prva prestolnica Osmanskega cesarstva, je bila tudi njegovo središče proizvodnje in trgovine s svilo. Zlasti v 14. do 16. stoletju je bilo v središču mesta zgrajenih veliko število komercialnih stavb, kot so hani (karavanseraj), bazarji (pokrite tržnice) in bedesten, ki so tvorili glavno območje gospodarske dejavnosti. Vsaj 13 teh struktur stoji še danes kljub številnim potresom. Tukaj, poleg stare mošeje Orhan Gazi, je sultan Bajazid II. februarja ali marca 1490 ukazal zgraditi Koza Han. Arhitekt je bil mož po imenu Abdul Ula Bin Pulad Shah, stavba pa je bila odprta septembra 1491. Preko vakufskega sistema so bili prihodki hana namenjeni za financiranje vzdrževanja kompleksa Bajazidove mošeje v Konstantinoplu.
Kot karavanseraj je han nudil prenočišče tujim trgovcem, skladišče za njihove živali in blago, stanovanja za obrtniške delavnice in/ali pisarne za poslovanje. Koza Han je bil eden največjih in najpomembnejših takih objektov v Bursi. V začetku 16. stoletja je imel v tej stavbi svojo pisarno trgovski agent Medičejcev iz Firenc. Skozi večino zgodovine je bil središče trgovine s svilo, saj so v stavbi še danes prisotne drage trgovine s svilo, čeprav industrija ni več tako pomembna kot je bila nekoč. Poleg svilenega tekstila je njegova trgovina vključevala tudi proizvodnjo in prodajo samih svilenih kokonov (od tod tudi ime). Han je bil tudi deležen številnih obnovitev in popravil, med drugim v letih 1630, 1671 in 1784. Mala mošeja v središču je bila nazadnje obnovljena v letih 1946 in 2007. Leta 2008 je han v družbi turškega predsednika Abdulaha Güla obiskala kraljica Elizabeta II. Danes so v hanu tudi kavarne in čajni vrtovi.

## Arhitektura
Han je zgrajen iz izmenjujočih se plasti opeke in kamna, kar je del dekorativnega vizualnega učinka njegove zunanjosti. Kot večina tipičnih karavanserajev ima pravokoten tloris z velikim osrednjim dvoriščem, ki meri 45,9 krat 37,5 metra. Okrog dvorišča poteka dvonadstropna galerija, ki omogoča dostop do majhnih obokanih prostorov, ki obkrožajo kompleks. V pritličju je 50 sob, v zgornjem nadstropju pa 54 sob. V središču dvorišča je majhna osmerokotna kamnita mošeja ali molilnica (mescit), ki je dvignjena nad tlemi na 8 stebrih in do katere vodijo marmornate stopnice. Razlog za to višino je bil zagotoviti, da mošeje ne umažejo tovorne živali, ki so jih imeli trgovci v pritličju. Pod mošejo, v pritličju, sta vodnjak in umivalnica za obredno umivanje. V han se vstopi skozi monumentalen portal iz kamna in opeke, ki štrli iz preostalega pročelja stavbe. Portal je ob robovih okrašen s spiralno profilacijo ter z geometričnimi vzorci iz vstavljenega barvnega strešnika na lokih nad lokom.